# Елінор Каттон
Елінор Каттон (англ. Eleanor Catton, * 24 вересня 1985, Лондон, Онтаріо, Канада) — новозеландська письменниця, лавреатка Букерівської премії за роман «Світила» (2013).

## Біографія
Елінор Каттон народилася в Канаді, коли її батько навчався в Університеті Західного Онтаріо. Закінчила Бернсайдську середню школу (англ. Burnside High School) й навчалася англійській філології в Кентерберійському університеті (Крайстчерч). Згодом продовжила навчання в Університеті королеви Вікторії у Веллінгтоні, де її привабили курси креативного письма. 2008 року взяла участь у семінарі з креативного письма Університету Айови (англ. Iowa Writers' Workshop). Нині письменниця проживає в місті Окленд й викладає креативне письмо в Манукавському технологічному інституті.
2008 року Каттон дебютувала як письменниця з романом «Репетиція». У жовтні 2013 року за свій другий роман «Світила» у 28-річному віці вона отримала Букерівську премію, ставши наймолодшою лавреаткою цієї престижної нагороди. Роман «Світила» містить 832 сторінки — це найтовстіший роман, відзначений Букером. Події роману відбуваються у 1866 році в Новій Зеландії, у часи так званої «золотої лихоманки». До жовтня 2013 року розійшлося 2970 примірників роману.

## Літературна кар'єра

### Бірнамський ліс
Третій роман Каттон — «Бірнамський ліс» — вийшов у лютому 2023 року. Назву запозичено з пє'си «Макбет», і, за словами Каттон, роман частково натхнений цією п’єсою. Це сучасний трилер про групу молодих екоактивістів, які називають себе «Бірнамський ліс».
Роман увійшов до короткого списку Премії Ґіллера 2023 року. The New York Times внесла його до списку 100 визначних книжок 2023 року.

## Переклади українською
- Елінор Каттон. Світила // Переклад з англ. В.Панченка. — К. : РМ, 2016. — 800 с. — ISBN 978-966-917-084-2.
- Елінор Каттон. Бірнамський ліс // Переклад з англ. С. Брегман. — К. : Лабораторія, 2025. — 432 с. — ISBN 978-617-8619-07-7 (паперове видання), 978-617-8619-08-4 (електронне видання).

## Нагороди
- Премія за перший роман «Amazon.ca First Novel Award» (2010)
- Букерівська премія (2013) за роман «Світила»